# Os Perdedores (filme)
The Losers (prt/bra: Os Perdedores) é um filme americano de 2010 dirigido por Sylvain White, baseado na história em quadrinhos de mesmo nome publicada pela DC Comics sob sua marca Vertigo. O filme é estrelado por Jeffrey Dean Morgan, Zoe Saldana e Chris Evans. Ele foi colocado em pré-produção em abril de 2009, com seus filmagens sendo iniciadas em agosto de mesmo ano e finalizadas em dezembro, quando entrou em pós-produção.
O filme foi lançado nos Estados Unidos em 23 de abril de 2010, sendo recebido com críticas geralmente médias ou mistas.

## Elenco
- Jeffrey Dean Morgan como Franklin Clay
- Chris Evans como Jake Jensen
- Zoe Saldana como Aisha al-Fadhil
- Idris Elba como William Roque
- Columbus Short como Linwood "Pooch" Porteous
- Óscar Jaenada como Carlos "Cougar" Alvarez
- Jason Patric como Max
- Holt McCallany como Wade
- Peter Macdissi como Vikram